# 三上岳彦
三上 岳彦（みかみ たけひこ、1944年 -7月3日 ）は、日本の気候学者、東京都立大学名誉教授、東京都立大学客員教授。グローバルスケールの気候変動の研究や、古気候復元研究などでも顕著な業績を残したが、一般的にはヒートアイランド現象など都市気候の専門家として知られる。

## 経歴
1969年に東京大学理学部地学科地理学課程を卒業して大学院へ進み、1977年に博士課程を修了した。博士論文は「北半球における気候変動の地域差に関する動気候学的研究」で、東京大学から理学博士を取得した。
1978年に東京大学教養学部助手となり、次いで、1980年にお茶の水女子大学文教育学部助教授となった後、1987年に東京都立大学理学部助教授に転じた。1991年に教授に昇任し、改組により1997年から東京都立大学大学院理学研究科教授、2005年からは首都大学東京大学院都市環境科学研究科教授・学部長補佐となった。
この間、1989年には、イギリスのイースト・アングリア大学気候研究所客員研究員となっている。
2008年に、首都大学東京を定年退職して名誉教授・客員教授となり、帝京大学文学部教授に転じた。2015年には帝京大学客員教授に転じ、2019年まで在籍。
2021年現在、東京都立大学（旧 首都大学東京）客員教授。

## 受賞
- 2007年12月、環境省から大気環境保全活動功労者賞を受賞[5]。
- 2014年4月、日本地球惑星科学連合 フェロー[4][5]

## おもな著書
- 都市型集中豪雨はなぜ起こる? : 台風でも前線でもない大雨の正体、技術評論社（知りたい! サイエンス）、 2008年